# Aspidosperma darienense
Aspidosperma darienense är en oleanderväxtart som beskrevs av R. E. Woodson och John Duncan Dwyer. Aspidosperma darienense ingår i släktet Aspidosperma och familjen oleanderväxter. Inga underarter finns listade i Catalogue of Life.